# Parque das Nações (Goiânia)
Parque das Nações é um pequeno bairro da cidade brasileira de Goiânia, localizado na região norte do município.
O bairro localiza-se à margem direita da Avenida Nerópolis e possui uma pequena extensão. É um dos bairros de Goiânia que não conta com pavimentação asfáltica. Segundo dados do Instituto Brasileiro de Geografia e Estatística (IBGE), divulgados pela prefeitura, no Censo 2010 a população do Parque das Nações era de 235 pessoas.